# Phillip Margolin
Phillip Margolin (Nueva York, 1944) es un escritor de superventas, generalmente "thrillers legales".

## Biografía
Phillip Margolin nació en la ciudad de Nueva York en 1944. Luego de recibir un "Bachelor of Arts" en 1965, trabajó como voluntario en los cuerpos de paz en Liberia hasta 1967. Se graduó en la Escuela de Leyes de la Universidad de Nueva York en 1970, y trabajó por 25 años como abogado defensor criminalista. Comenzó a trabajar en 1970 en la Corte de Apelaciones de Oregon.
Publicó su primera historia, La chica de bikini amarillo, en 1974 y se convirtió en un escritor de tiempo completo en 1996. A enero de 2007, ha escrito 12 libros. Considera como su escritor preferido a Joseph Conrad, y como libros favoritos: La guerra y la paz de León Tolstoi y Ciudad de piedra de Mitchell Smith.
Philip Margolin se casó con Doreen Stamm en 1968.  Tiene dos hijos, Ami and Daniel.  Doreen, también abogada defensora, falleció a causa de cáncer en enero de 2007.
Phillip Margolin es también el presidente de "Chess for Success", una organización sin fines de lucro que intenta ayudar a los niños y jóvenes mediante el ajedrez.

## Premios y reconocimientos
- 1978: Nominado a un Premio Edgar a la mejor novela original por Heartstone.[1]
- 1999: La historia corta The Jailhouse Lawyer es publicada en la edición de 1999 de The Best American Mystery Stories.